# Dienstster
De Dienstster (Frans: Étoile de Service) was een ereteken in de Onafhankelijke Congostaat en later in Belgisch-Congo.

## Ontstaan van het ereteken
De Dienstster werd ingevoerd om kolonialen te eren die hun termijn op trouwe en eervolle wijze hadden volbracht. Het ereteken werd ingevoerd op 16 januari 1889, enkele dagen na invoering van de Orde van de Afrikaanse Ster. De uitreikingen van de Dienstster werden gepubliceerd in het Bulletin officiel de l'État indépendant du Congo.

## Versieringen
De versiering bestaat uit een zilveren ster met een diameter van 30 mm. Aan de ene kant staat een gouden ster afgebeeld, aan de andere kant Travail et progres en later ook de Nederlandse vertaling Werk en vooruitgang, het devies van de Onafhankelijke Congostaat. De band was blauw.

## Dragers van het ereteken
De Dienstster werd onder meer verleend aan:
- Charles-Marie de Braconnier in 1889;[2]
- Alexandre Delcommune in 1889;[2]
- Francis de Winton in 1889;[2]
- Camille Janssen in 1889;[3]
- Francis Dhanis in 1889;[3]
- Jules Jacques de Dixmude in 1890;[4]
- François Jungers in 1889;[2]
- Charles Liebrechts in 1889;[2]
- Joseph Lippens in 1890;[5]
- Léon Rom in 1889;[2]
- Henry Morton Stanley in 1889;[2]
- Alphonse Vangèle in 1889;[2]
- Nicolas Verhellen in 1893;[6]
- Théophile Wahis in 1892;[7]
- Louis Valcke
- Victor Léonard Michel[8]